# Caquetoire

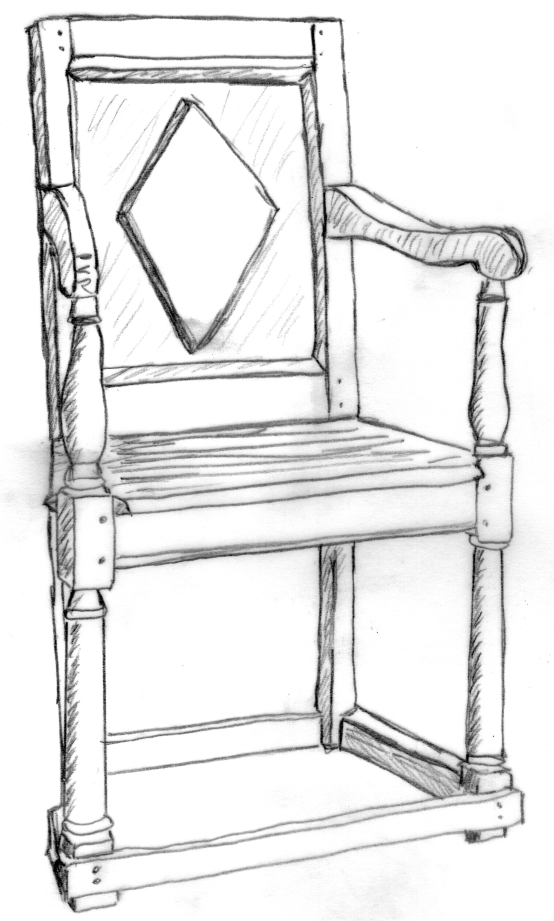
Wczesny typ caquetoire, poręcze nie są jeszcze łukowato wygięte na zewnątrz, a oparcie jest stosunkowo szerokie.

Caquetoire (caqueteuse, chaise de femme) – rodzaj renesansowego krzesła, które pojawiło się we Francji, Anglii i Niderlandach około połowy XVI wieku. Caquetoire jest najczęściej określane jako krzesło z wysokim pionowym oparciem, ażurowymi poręczami i trapezowym siedziskiem.

## Budowa
Oparcie tego krzesła było smukłe, często rzeźbione. Zdarzało się również oparcie ażurowe, z otworem w kształcie arkadki. Poręcze były łukowate i wychodziły koliście poza obrys siedziska, które najczęściej miało kształt trapezu, chociaż zdarzały się też siedziska sześciokątne. Caquetoire posiadało cztery lub sześć nóg, często kolumienkowatych, które były połączone ze sobą na poziomie posadzki lub nieco wyżej za pomocą łączyn. Łączyny wiązały ze sobą wszystkie nogi, niejako powtarzając kształt siedziska lub w innym rozwiązaniu tworzyły literę H.
Caquetoire było dużo lżejsze w porównaniu ze średniowiecznymi sprzętami do siedzenia, które wykonane były w całości z pełnych desek, a siedziało się na nich jak na skrzyni, której przedłużeniami były oparcia pod ręce i oparcie pod plecy.

## Nazwa i przeznaczenie
Nazwa tego krzesła pochodzi od francuskiego słowa caquet oznaczającego paplaninę. Również alternatywna nazwa francuska chaise de femme czyli "krzesło dla kobiety" wskazuje na to, że było ono szczególnie chętnie używane przez kobiety w czasie spotkań towarzyskich. Kształt siedziska, zwężony z tyłu i rozszerzający się ku przodowi miał ułatwiać siadanie i wstawanie w obfitych sukniach, również temu celowi służyły ażurowe i łukowato wygięte poręcze.